# Koslow (Kieferstädtel)

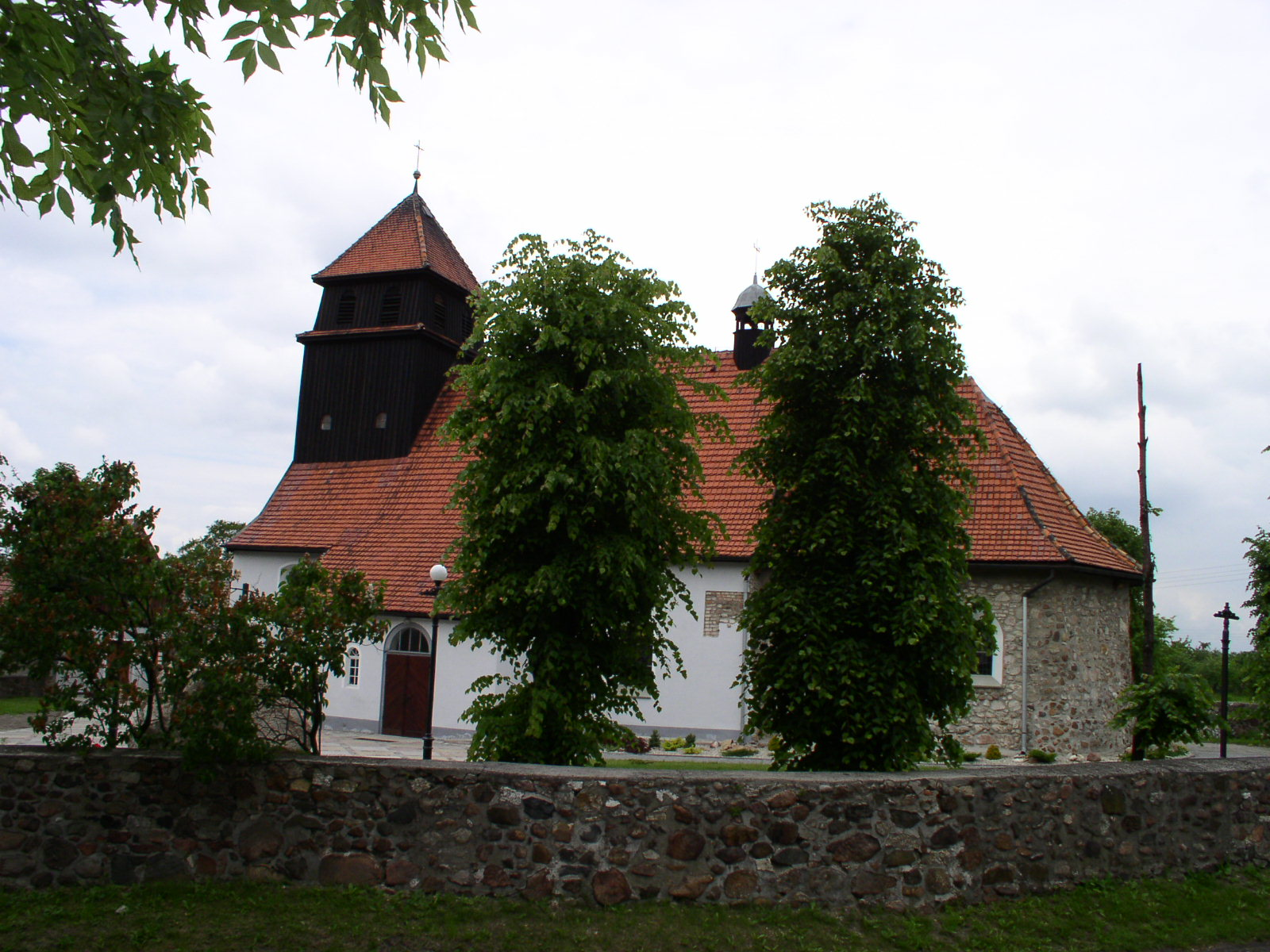
Die Nikolauskirche

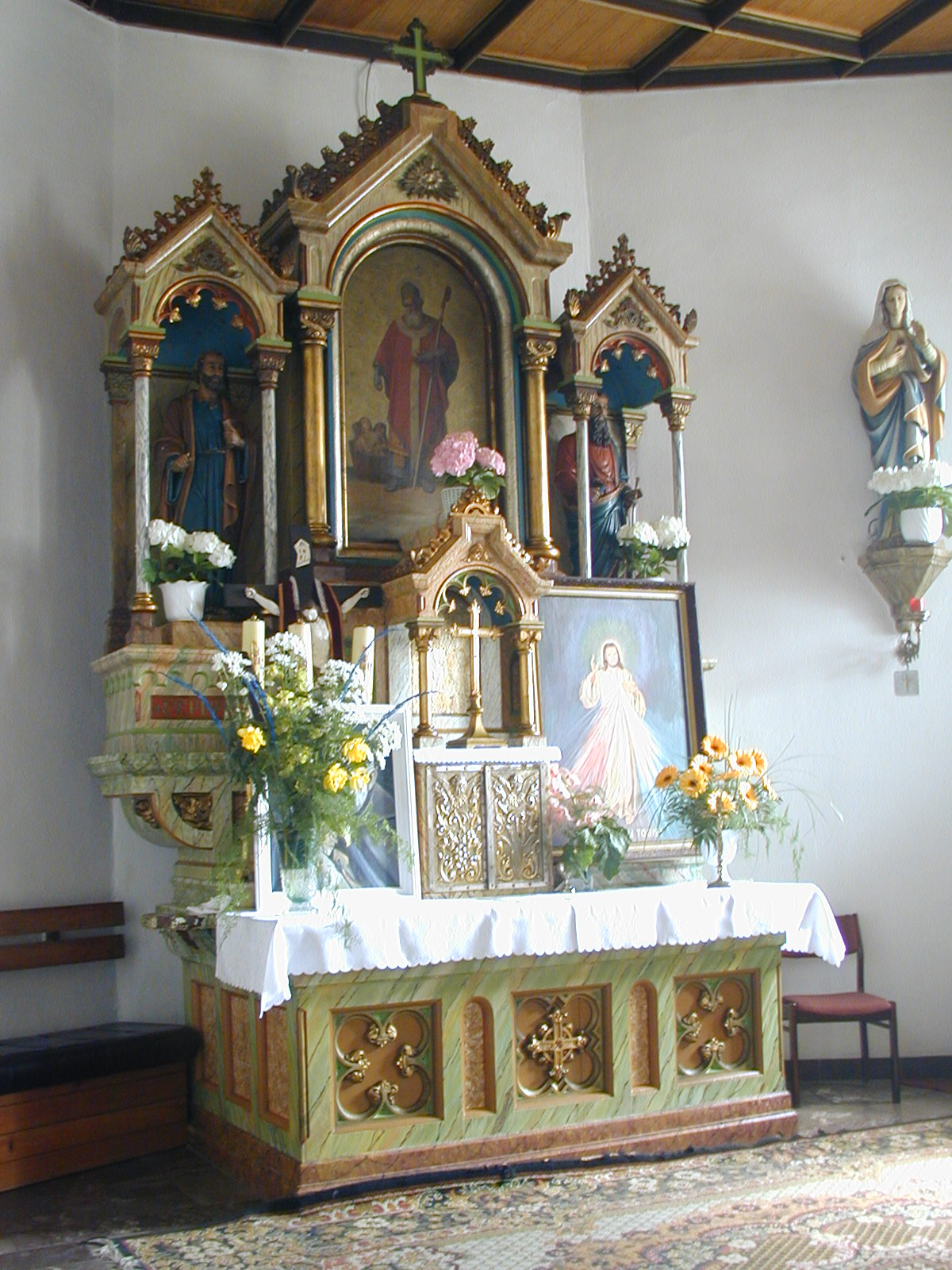
Der Altar in der Kirche

Koslow (1936–1945 Lindenhain O.S.), polnisch Kozłów, ist eine Ortschaft in Oberschlesien. Sie liegt in der Gemeinde Kieferstädtel im Powiat Gliwicki (Landkreis Gleiwitz) in der Woiwodschaft Schlesien.

## Geografie
Koslow liegt rund drei Kilometer nordöstlich vom Gemeindesitz Kieferstädtel, neun Kilometer westlich von der Kreisstadt Gliwice (Gleiwitz) und 33 Kilometer westlich von der Woiwodschaftshauptstadt Katowice (Kattowitz).

## Geschichte
Der Ort entstand spätestens im 13. Jahrhundert und wurde 1279 erstmals urkundlich erwähnt.
1633 lagerte auf den Feldern des Dorfes ein halbes Jahr lang ein schwedisches Corps mit 20.000 Männern. Von dort aus griffen sie die Stadt Gleiwitz an.
Der Ort wurde 1783 im Buch Beytrage zur Beschreibung von Schlesien als Ceslow erwähnt, bestand aus zwei Teilen und lag im Landkreis Tost. Ein Teil hatte 248 Einwohner, zwei Vorwerke, eine katholische Kirche, eine Mühle, 18 Bauern und 19 Gärtner. Der andere Teil hatte 46 Einwohner, ein Vorwerk, fünf Bauern und zehn Gärtner. 1818 wurde der Ort als Ceslow erwähnt. 1865 bestand Kozlow aus einem Rittergut und einem Dorf. Das Rittergut bestand aus drei Teilen namens Kozlow I, Kozlow II und Kozlow III und hatte vier Vorwerke mit den Namen Kozlow-Oberhof, Kozlow-Niederhof, Waldvorwerk und Carlowitz. Das Dorf bestand ebenfalls aus drei Teilen und wurde einige Jahre vorher zu einer Gemeinde vereinigt. Das Dorf hatte zu diesem Zeitpunkt 18 Bauern, 26 Gärtner und 30 Häusler. Ferner gab es einen Kupferhammer, zwei Mahlmühlen, eine Brettschneide, eine katholische Kirche und eine katholische Schule mit 130 Schülern. Der Kupferhammer war ursprünglich ein Eisenhüttenwerk.
Bei der Volksabstimmung in Oberschlesien am 20. März 1921 stimmten 118 Wahlberechtigte für einen Verbleib Oberschlesiens bei Deutschland und 475 für eine Zugehörigkeit zu Polen. Koslow verblieb nach der Teilung Oberschlesiens beim Deutschen Reich. Am 12. Februar 1936 wurde der Ort im Zuge einer Welle von Ortsumbenennungen der NS-Zeit in Lindenhain / Oberschlesien umbenannt. Bis 1945 befand sich der Ort im Landkreis Tost-Gleiwitz.
1945 kam der bis dahin deutsche Ort unter polnische Verwaltung und wurde anschließend der Woiwodschaft Schlesien angeschlossen und ins polnische Kozłów umbenannt. 1950 kam der Ort zur Woiwodschaft Kattowitz. 1999 kam der Ort zum wiedergegründeten Powiat Gliwicki und zur neuen Woiwodschaft Schlesien. Am 10. Oktober 2013 erhielt der Ort zusätzlich den amtlichen deutschen Ortsnamen Koslow.

### Kupferhammer
Im 17. Jahrhundert wurde im Ort ein (Kupfer-)Hammerwerk errichtet. Er wurde bis ins 20. Jahrhundert betrieben. Zuletzt wurde statt Kupfer immer häufiger Eisen verarbeitet. Durch den deutsch-polnischen Zollkrieg wurde die Produktion der Kupferwaren eingestellt. An ihrer Stelle wurden Gesenkschmiedeartikel aus Eisen gefertigt. Der eigentliche Hammer war aus Stahl und wog 250 kg. Der Antrieb des Hammers erfolgte über ein Mühlenrad.

## Sehenswürdigkeiten
- Römisch-katholische Nikolauskirche aus dem 16. Jahrhundert
- Wegkapellen

## Bildung
- Ein Kindergarten und eine Grundschule